# De Beweging
De Beweging was een 'algemeen maandschrift voor letteren, kunst, wetenschap en staatkunde' dat tussen 1905 en 1919 verscheen.
Aanvankelijk was Albert Verwey de enige redacteur, maar in 1908 werd de redactie uitgebreid met onder meer de architect Hendrik Petrus Berlage en Isaäc Pieter de Vooys. Het blad publiceerde veel poëzie van onder meer Verwey, Pieter Nicolaas van Eyck, J.C. Bloem,   Victor E. van Vriesland, Martinus Nijhoff, Jan van Nijlen en Hendrik Marsman. Verwey was en bleef de centrale figuur die de toon bepaalde met boekbesprekingen, essays en kritische artikelen over poëzie, ook internationaal. 